# ويليام فالكونر
ويليام فالكونر (بالإنجليزية: William Falconer)‏ (و. 1732 – ديسمبر 1769 م) هو شاعر، وكاتب من مملكة بريطانيا العظمى، ولد في إدنبرة.